# Helmut Schwarz
Helmut Schwarz (nacido el 6 de agosto de 1943) es un químico orgánico alemán. Ha sido profesor de química en la Technische Universität Berlin desde 1978. En 2018, fue elegido asociado extranjero de la Academia Nacional de Ciencias de EE. UU.

## Carrera
Helmut Schwarz aprendió primero a ser técnico químico y luego estudió Química en la TU de Berlín. Terminó sus estudios en 1971 y obtuvo el doctorado en 1972 y la Habilitación en 1974 con Ferdinand Bohlmann. Realizó un posdoctorado en el Instituto Tecnológico de Massachusetts (MIT) y en el Reino Unido, tras lo cual pasó a ser profesor de la TU de Berlín en 1978. Schwarz estudia las reacciones químicas, concretamente la química en fase gaseosa de especies orgánicas iónicas y radicales. Además, trabaja en el avance de las capacidades analíticas de la espectrometría de masas.
Fue presidente de la Fundación Alexander von Humboldt de 2008 a 2018.  De 2010 a 2015 fue presidente de la Academia Alemana de Investigadores Leopoldina y es miembro de acatech.

## Distinciones y pertenencias
Schwarz fue editor del International Journal of Mass Spectrometry de 1983 a 2010 y entre 1990 y 1994 fue editor de Chemischen Berichte. Formó parte del consejo editorial de Mass Spectrometry Reviews de 1990 a 2003 y de Helvetica Chimica Acta (1990 a 2002) y del Journal of the American Chemical Society (2007 a 2015).
Es miembro de las siguientes sociedades.
- Academia Nacional de Ciencias (desde 2018) [2]
- Academia Estadounidense de Artes y Ciencias (desde 2012) [3]
- Academia de Ciencias de Estonia (desde 2002)
- Academia Europaea (desde 1997) [4]
- Academia de Ciencias y Humanidades de Gotinga (desde 1997)
- Academia de Ciencias y Humanidades de Berlín-Brandenburgo (desde 1992) [5]
- Academia Nacional Alemana de Ciencias Leopoldina (desde 1992) [6]
- Akademie gemeinnütziger Wissenschaften zu Erfurt (desde 1991)

Ha recibido numerosos premios y honores, entre ellos
- Premio Wolf en Química 2025
- Orden del Sol Naciente, Estrella Dorada y Plateada (2018) [7]
- Premio ENI (2015)
- Premio Karl Ziegler (2015) [8]
- Medalla Schrödinger de la Asociación Mundial de Químicos Teóricos y Computacionales (WATOC, 2015) [9]
- Medalla Lichtenberg (2012)
- Orden al Mérito de la República Federal de Alemania (2012) [10]
- Medalla Erwin Schrödinger (2008)
- Premio Otto Hahn (2003)
- Medalla Prelog, ETH Zürich (2000)
- Medalla Liebig (1998) [11]
- Premio Max Planck de Investigación (1991, con Chava Lifshitz )
- Premio Gottfried Wilhelm Leibniz (1990) [12]
- Premio Otto Bayer (1989)
- Premio Otto-Klung-Weberbank (1980)
- Premio Fundación BBVA Fronteras del Conocimiento, en la categoría de Ciencias Básicas (2024)[13]

## Vida privada
En abril de 2023, Schwarz fue uno de los 22 invitados personales a la ceremonia en la que el presidente Frank-Walter Steinmeier condecoró a la excanciller Angela Merkel con la Gran Cruz de la Orden del Mérito por logros especiales en el Palacio Bellevue de Berlín. 